# Ekspedycja 37
Ekspedycja 37 – stała załoga Międzynarodowej Stacji Kosmicznej, która sprawowała swoją misję od 10 września do 10 listopada 2013 roku. Ekspedycja 37 rozpoczęła się wraz z odłączeniem od stacji statku Sojuz TMA-08M i trwała do odcumowania od ISS statku Sojuz TMA-09M.

## Załoga
Astronauci Fiodor Jurczichin, Luca Parmitano i Karen Nyberg przybyli na ISS 29 maja 2013 roku na pokładzie Sojuza TMA-09M i weszli w skład Ekspedycji 36. Po odłączeniu od stacji Sojuza TMA-08M stali się oni członkami 37. stałej załogi ISS. Początkowo znajdowali się na stacji jedynie w trójkę. 26 września 2013 roku dołączyli do nich Oleg Kotow, Siergiej Riazanski i Michael Hopkins, którzy przybyli na pokładzie Sojuza TMA-10M.
Gdy 10 listopada 2013 roku Sojuz TMA-09M odłączył się od stacji z Jurczichinem, Parmitano i Nyberg na pokładzie, zakończyła się misja Ekspedycji 37. Jednocześnie kosmonauci Kotow, Riazanski i Hopkins przeszli w skład 38. stałej załogi ISS.
| Funkcja              | Pierwsza część (10-26.09.2013)                | Druga część (26.09-10.11.2013)                 |
| -------------------- | --------------------------------------------- | ---------------------------------------------- |
| Dowódca              | Fiodor Jurczichin, Roskosmos 4. lot kosmiczny | Fiodor Jurczichin, Roskosmos 4. lot kosmiczny  |
| Inżynier pokładowy 1 | Karen Nyberg, NASA 2. lot kosmiczny           | Karen Nyberg, NASA 2. lot kosmiczny            |
| Inżynier pokładowy 2 | Luca Parmitano, ESA 1. lot kosmiczny          | Luca Parmitano, ESA 1. lot kosmiczny           |
| Inżynier pokładowy 3 |                                               | Oleg Kotow, Roskosmos 3. lot kosmiczny         |
| Inżynier pokładowy 4 |                                               | Siergiej Riazanski, Roskosmos 1. lot kosmiczny |
| Inżynier pokładowy 5 |                                               | Michael Hopkins, NASA 1. lot kosmiczny         |

## Spacer kosmiczny

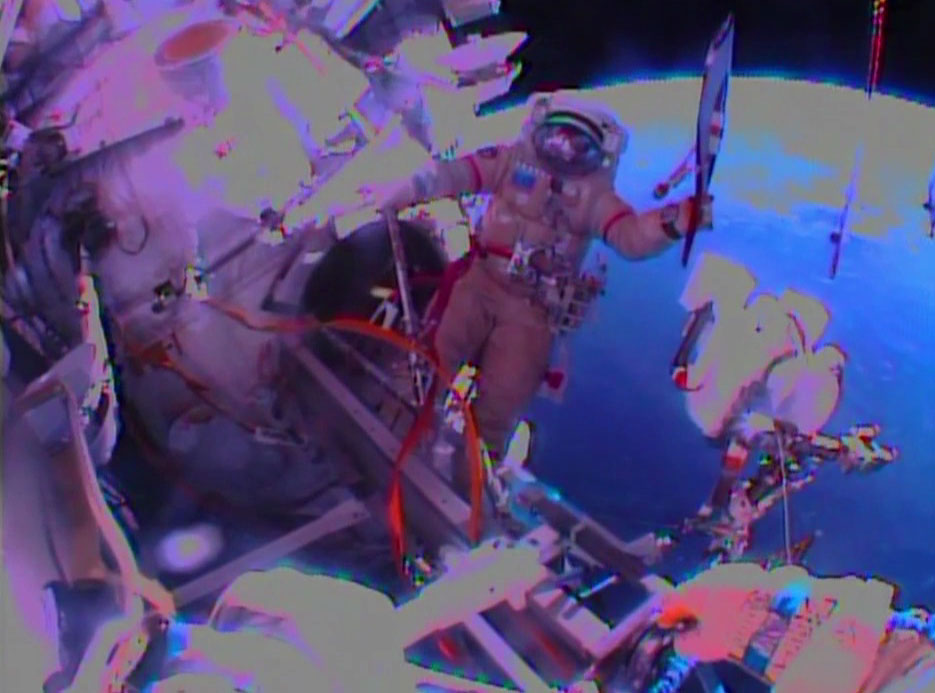
Oleg Kotow podczas spaceru kosmicznego z pochodnią olimpijską

Podczas Ekspedycji 37 wykonano jednej spacer kosmiczny (EVA). 9 listopada 2013 roku o 14:34 UTC kosmonauci Oleg Kotow i Siergiej Riazanski ubrani w skafandry Orłan wyszli na zewnątrz stacji przez śluzę Pirs. Jednym z celów tego wyjścia w otwartą przestrzeń kosmiczną była sesja fotograficzna z pochodnią olimpijską w ramach sztafety przed Zimowymi Igrzyskami Olimpijskimi w Soczi. Po wykonaniu tych czynności przenieśli oni pochodnię olimpijską do śluzy Pirs i rozpoczęli dalsze prace. W pierwszej kolejności zajęli się oni dokończeniem montażu specjalnej stacji roboczej i dwuosiowej platformy pod przyszłą kamerę na module Zwiezda, która została umieszczona tam podczas spaceru kosmicznego z 22 sierpnia 2013 w czasie Ekspedycji 36. Jednak instalacja specjalnego stanowiska wspomagającego kosmonautów podczas przyszłych spacerów kosmicznych została zaniechana, w związku z niedopasowaniem punktów mocujących na module Zwiezda i samym stanowisku. Następnie kosmonauci zaczęli demontować urządzenia wykorzystane w ramach zakończonego eksperymentu Radiometria mającego na celu zbieranie danych sejsmologicznych. Udało im się zdemontować kable poprowadzone do urządzeń badawczych, jednak niepowodzeniem zakończyła się próba złożenia anteny wykorzystanej podczas tego eksperymentu. Dokończenie tego zadanie przełożono na któryś z przyszłych spacerów kosmicznych. Wyjście na zewnątrz stacji zakończyło się o 20:24 UTC po 5 godzinach i 50 minutach.

## Loty transportowe
Przez cały czas trwania misji Ekspedycji 37 do modułu Pirs zadokowany był statek Progress M-20M, który przybył na stację 28 lipca 2013 roku. W momencie rozpoczęcia Ekspedycji 37 do modułu Zwiezda był również zadokowany Automatyczny Statek Transportowy w ramach misji ATV Albert Einstein. Odłączył się od stacji 28 października 2013, jednak przedtem wykonano za jego pomocą kilka manewrów korekty orbity ISS. W czasie Ekspedycji 37 takie manewry wykonano:
- 15 września 2013 o 12:42 UTC – silniki pracowały przez 204,2 sekundy, zwiększono prędkość stacji o 0,5 m/s i podniesiono orbitę o 0,9 km;
- 2 października 2013 o 19:22 UTC – silniki pracowały przez 818 sekund, zwiększono prędkość stacji o 1,95 m/s i podniesiono orbitę o 3,4 km;
- 24 października 2013 o 11:03 UTC – silniki pracowały przez 256,6 sekund, zwiększono prędkość stacji o 0,62 m/s i podniesiono orbitę o 0,9 km.

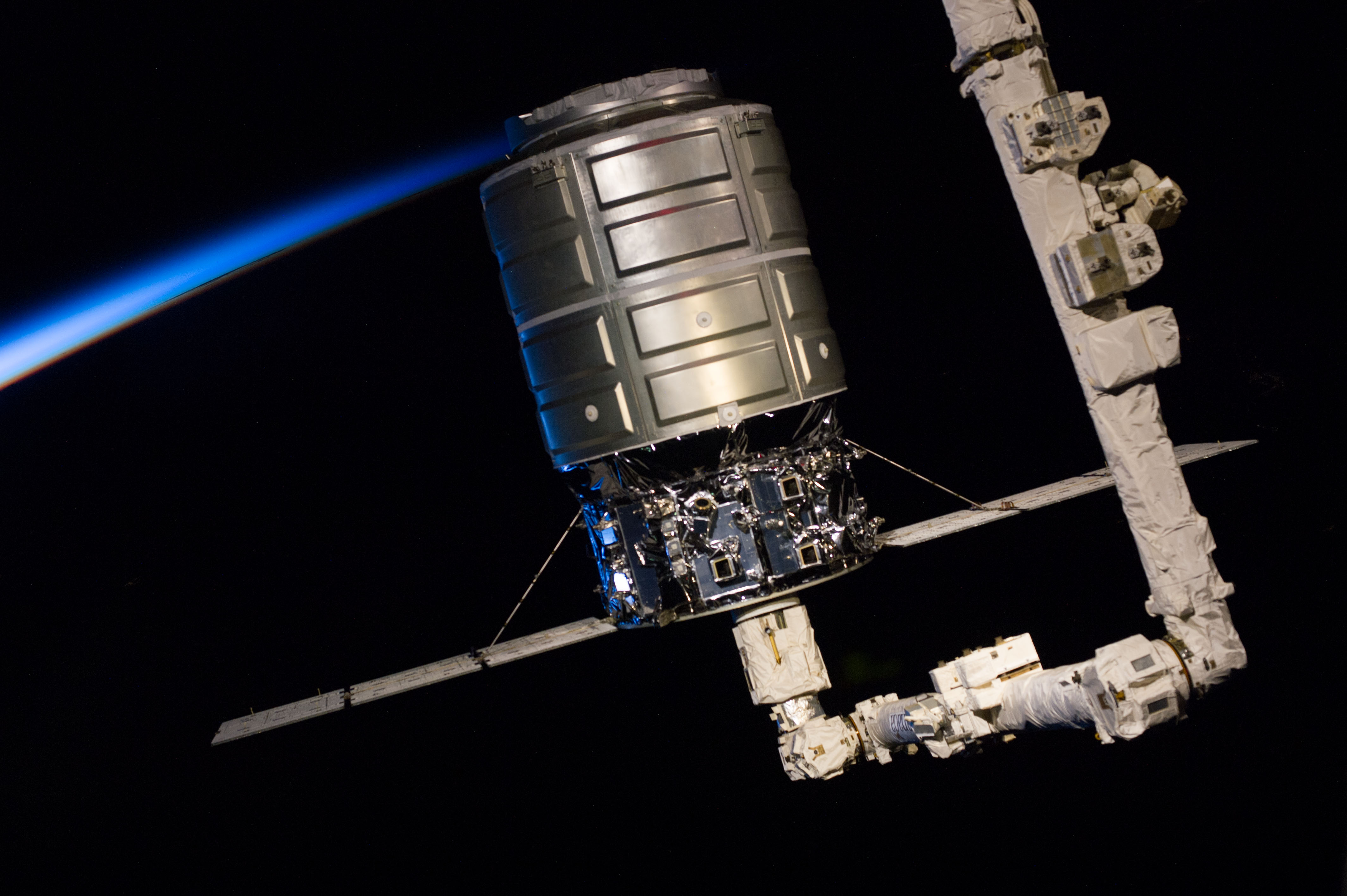
Statek Cygnus uchwycony przez Canadarm2

Międzynarodową Stację Kosmiczną odwiedził również statek Cygnus w ramach misji Cygnus Orb-D1, która została wykonana jako demonstracja i test możliwości zaopatrzenia ISS przez prywatne przedsiębiorstwo i była częścią programu Commercial Orbital Transportation Services.
Cygnus zbliżył się 29 września 2013 roku na odległość 12 m od stacji, gdzie następnie został uchwycony o 11:00 UTC przez mechaniczne ramię Canadarm2, którym operował Luca Parmitano. Następnie statek Cygnus został przyciągnięty do portu cumowniczego w module Harmony, gdzie o 12:44 UTC nastąpiło jego dokowanie.

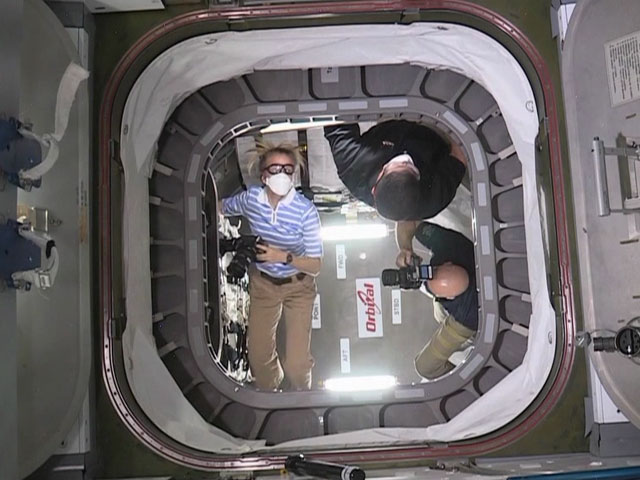
Karen Nyberg (z lewej), Michael Hopkins (w środku) i Luca Parmitano wewnątrz statku Cygnus

Na pokładzie Cygnusa znajdowało się 700 kg zaopatrzenia dla stacji ISS, w tym m.in.:
- 130 kg pożywienia dla załogi,
- 53 kg środków higienicznych dla załogi,
- 132 kg sprzętu dla stacji (m.in. drukarka, sprzęt audiowizualny).

Statek Cygnus pozostał zadokowany do ISS przez 22 dni, po czym został odcumowany 22 października 2013 o 10:04 UTC, a następnie odciągnięty od stacji przez ramię Canadarm2. Mechaniczne ramię stacji uwolniło Cygnusa o 11:31 UTC i statek zaczął oddalać się od ISS. Następnego dnia dokonano jego kontrolowanej deorbitacji, w wyniku czego statek spłonął w atmosferze nad Południowym Pacyfikiem ok. 18:16 UTC.

### Lista lotów transportowych do ISS w czasie Ekspedycji 37
Kursywa oznacza, że start i dokowanie statku transportowego miało miejsce przed rozpoczęciem Ekspedycji 37 lub jego odłączenie i deorbitacja nastąpiły po zakończeniu misji.
| Statek, misja        | Rakieta nośna | Start misji                                                       | Połączenie z ISS                                            | Odłączenie od ISS                                                  | Czas na ISS       | Deorbitacja                    | Ładunek do ISS |
| -------------------- | ------------- | ----------------------------------------------------------------- | ----------------------------------------------------------- | ------------------------------------------------------------------ | ----------------- | ------------------------------ | -------------- |
| ATV Albert Einstein  | Ariane 5 ES   | 5 czerwca 2013 21:52 UTC, Kourou ELA-3                            | 15 czerwca 2013 14:07 UTC                                   | 28 października 2013 08:55 UTC                                     | 134 d 18 h 48 min | 2 listopada 2013 12:04 UTC     | 6590 kg        |
| ATV Albert Einstein  | Ariane 5 ES   | 5 czerwca 2013 21:52 UTC, Kourou ELA-3                            | Zwiezda                                                     |                                                                    |                   | 2 listopada 2013 12:04 UTC     | 6590 kg        |
| Progress M-20M       | Sojuz-U       | 27 lipca 2013 20:45 UTC, Bajkonur 31/6                            | 28 lipca 2013 02:26 UTC                                     | 3 lutego 2014 16:21 UTC                                            | 190 d 13 h 55 min | 11 lutego 2014 15:55 UTC       | 2366 kg        |
| Progress M-20M       | Sojuz-U       | 27 lipca 2013 20:45 UTC, Bajkonur 31/6                            | Pirs                                                        |                                                                    |                   | 11 lutego 2014 15:55 UTC       | 2366 kg        |
| Cygnus Cygnus Orb-D1 | Antares 110   | 18 września 2013 14:58 UTC, Mid-Atlantic Regional Spaceport LP-0A | 29 września 2013 uchwycenie: 11:00 UTC dokowanie: 12:44 UTC | 22 października 2013 odłączenie: 10:04 UTC wypuszczenie: 11:31 UTC | 22 d 21 h 20 min  | 23 października 2013 18:16 UTC | 700 kg         |
| Cygnus Cygnus Orb-D1 | Antares 110   | 18 września 2013 14:58 UTC, Mid-Atlantic Regional Spaceport LP-0A | Harmony                                                     |                                                                    |                   | 23 października 2013 18:16 UTC | 700 kg         |

## Galeria

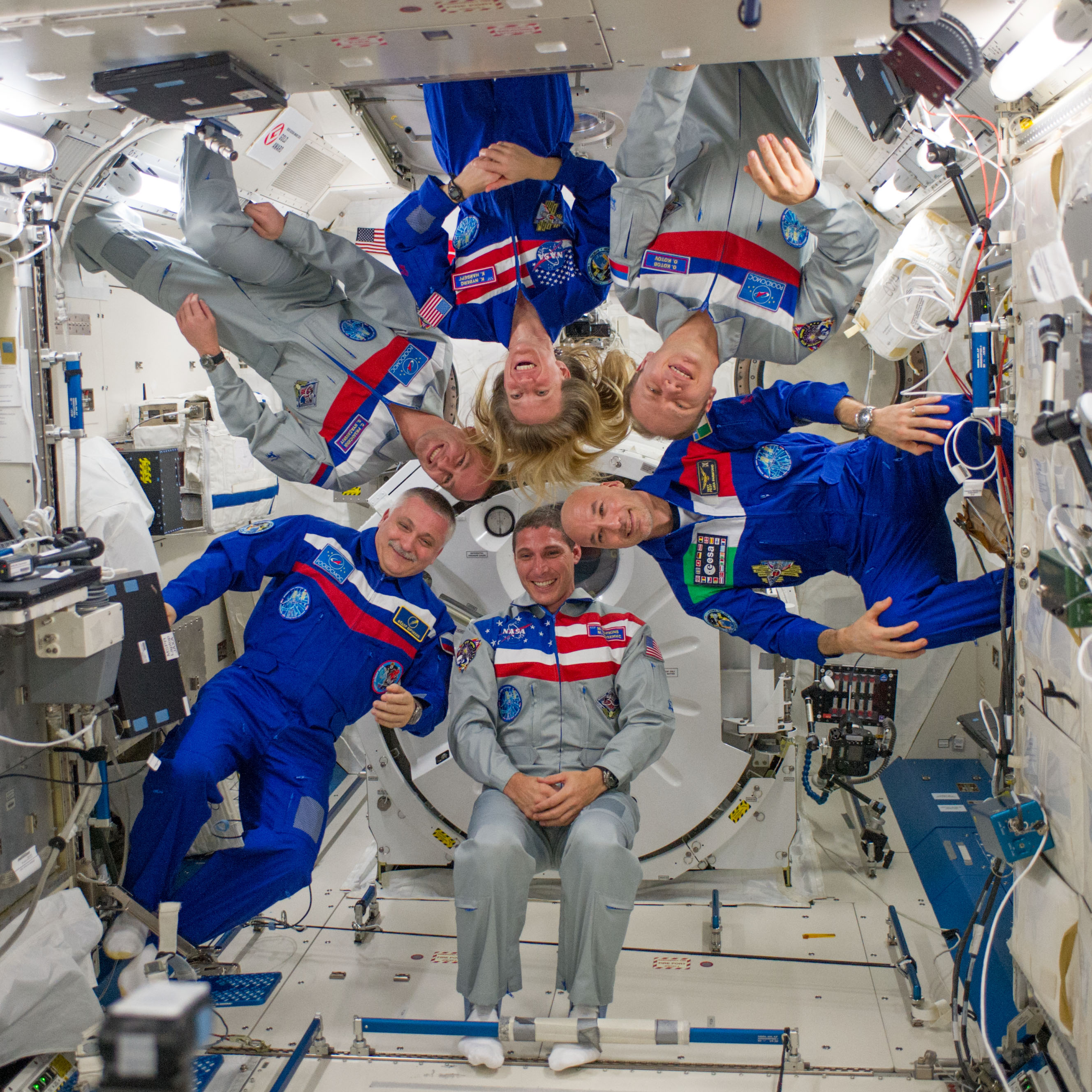
Ekspedycja 37 w module Kibō
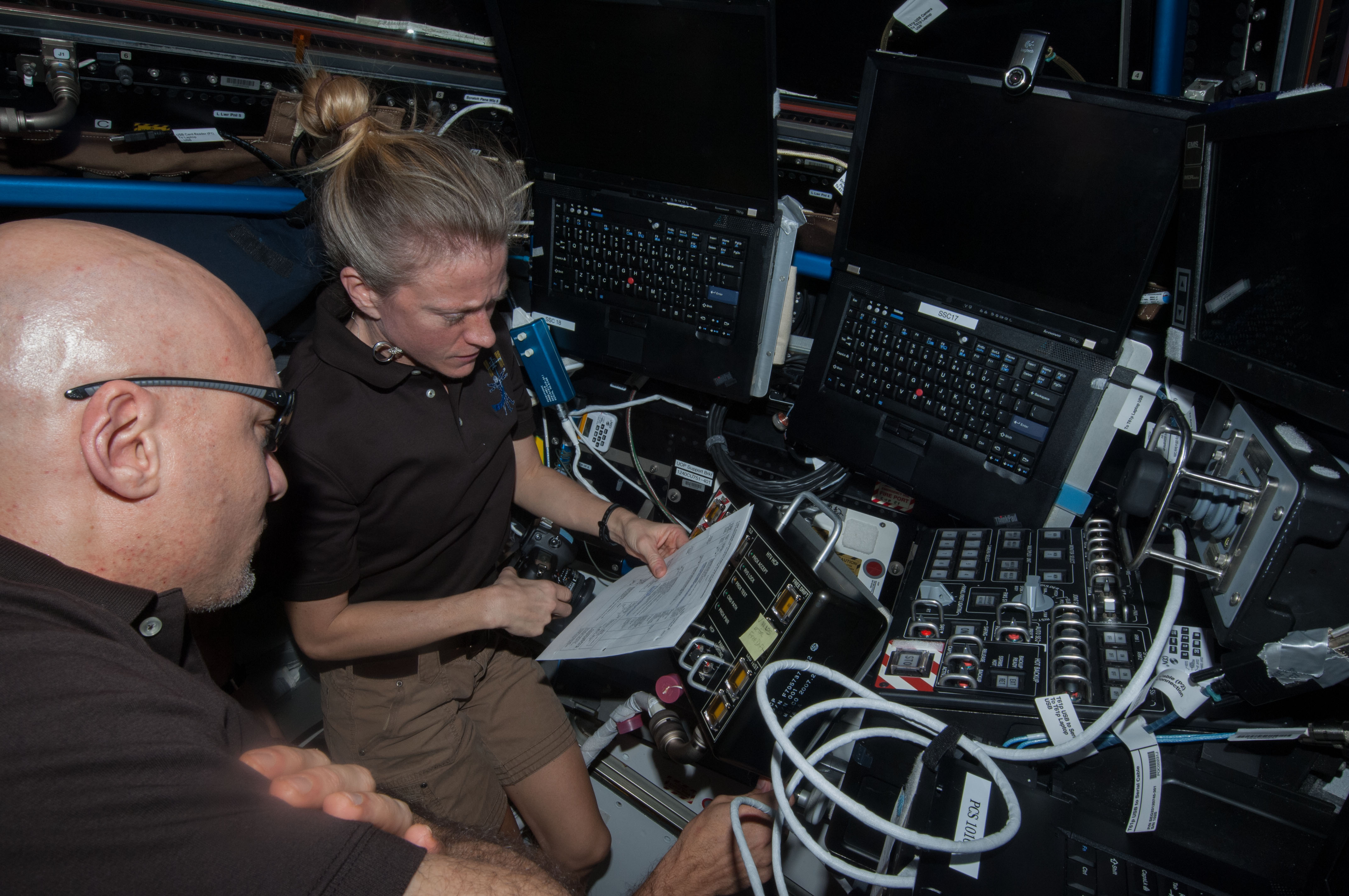
Karen Nyberg i Luca Parmitano w module Cupola w czasie przygotowań przed przybyciem statku transportowego Cygnus Orb-D1
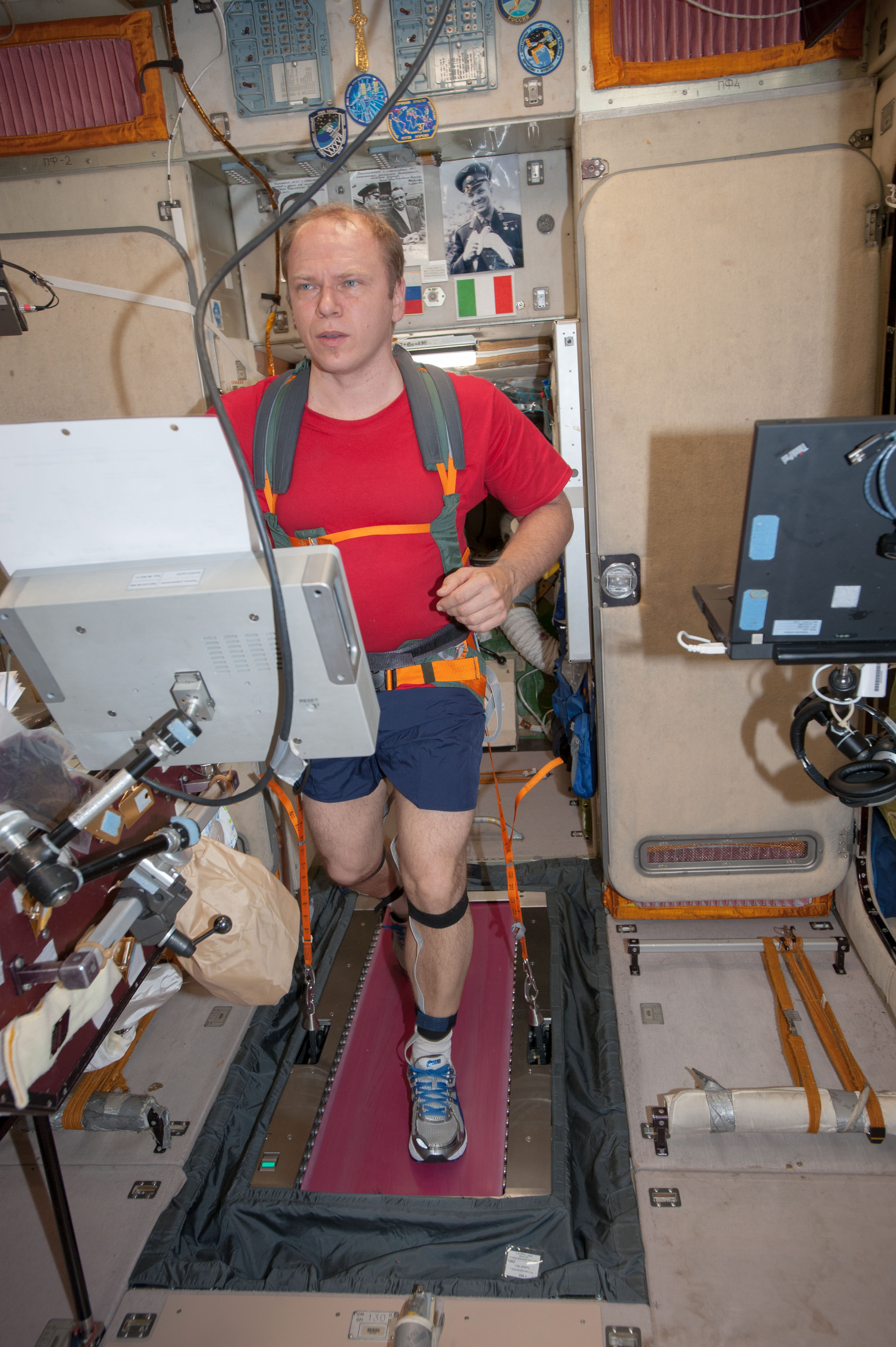
Oleg Kotow w czasie ćwiczeń fizycznych w module Zwiezda
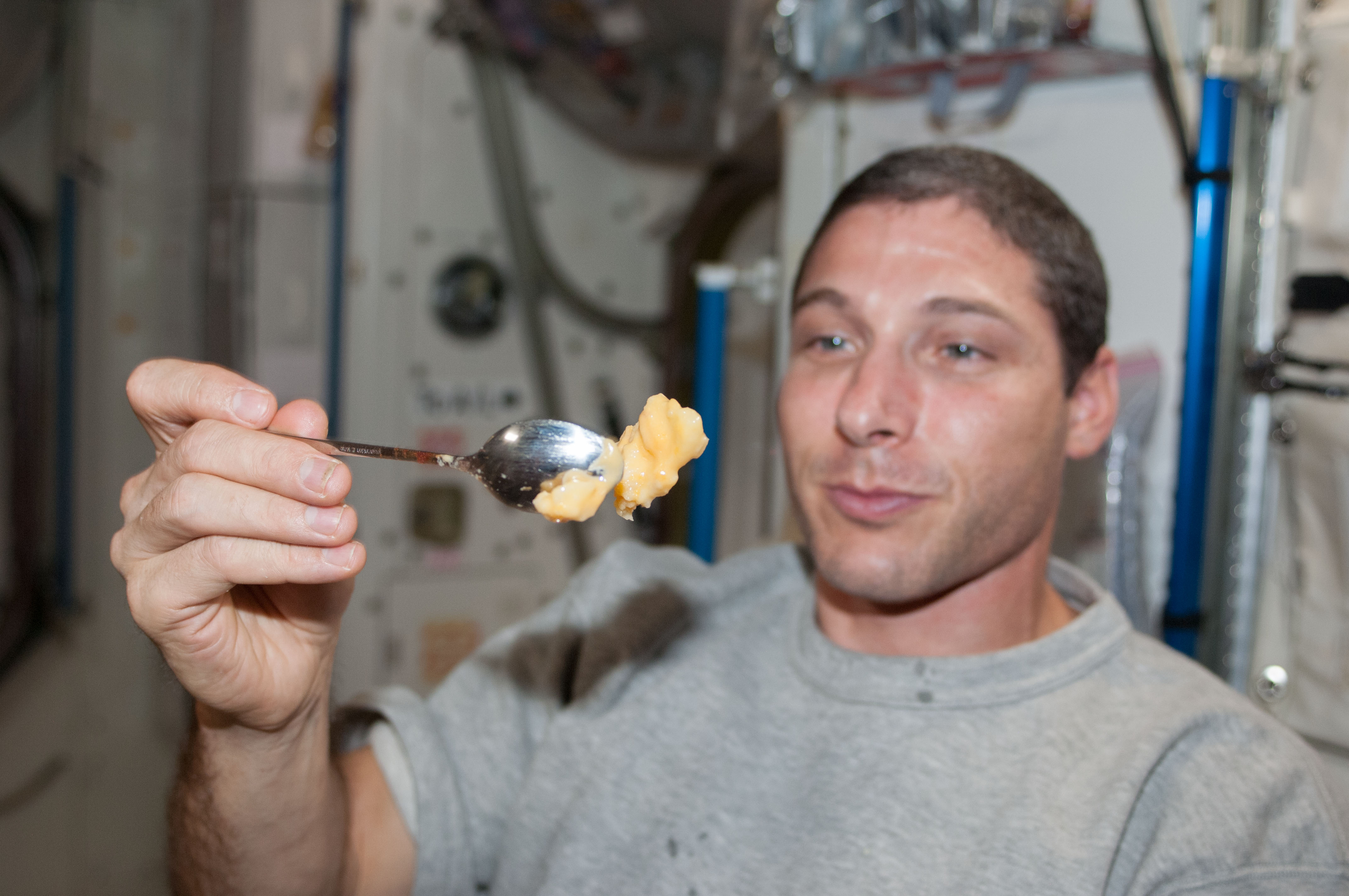
Michael Hopkins podczas posiłku w module Harmony
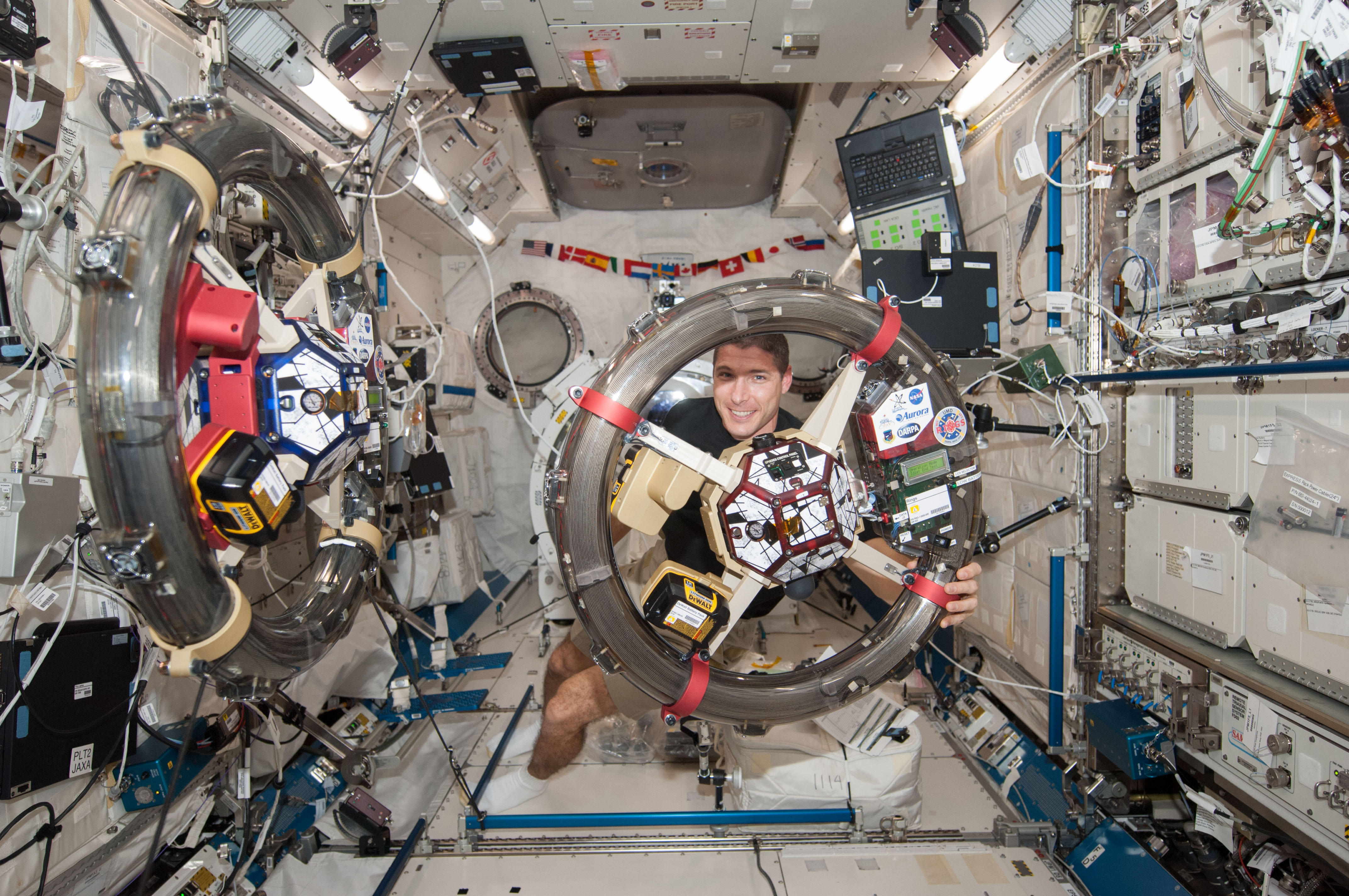
Michael Hopkins podczas przeprowadzania testów satelitów SPHERES w module Kibō